# Bloodlights
Bloodlights ist eine Rockband aus Oslo, Norwegen. Sie wurde im Jahre 2006 von Captain Poon, dem Gitarristen von Gluecifer, gegründet.

## Geschichte
Als Mitgründer spielte Captain Poon seit 1994 Gitarre in der Hard-Rock-Band Gluecifer, die sich 2005 auflöste. Knapp ein Jahr später gründete er die Band Bloodlights, wo er auch gleich die Rolle des Lead-Sängers einnahm. Die erste Single One Eye Open wurde als Teil des Soundtracks für den norwegischen Horrorfilm Cold Prey verwendet.
Bis zum Jahr 2013 erschienen drei Alben. Am 9. Oktober 2015 veröffentlichten die Bloodlights, unter Captain Poons eigenem Label Konkurs Productions die EP Somebody Else’s Nightmare.
2016 war Captain Poon als Gitarrist mit Marky Ramone’s Blitzkrieg auf Tour.
Am 26. Mai 2017 erschien das vierte Studioalbum Pulling no Punches, ebenfalls unter Konkurs Productions. Bei der Produktion war Nicke Andersson mitbeteiligt.

## Stil
Der Musikstil von Bloodlights ist stark von melodischem Rock der 1970er und 1980er Jahre geprägt, wobei oft ein melodischer Gesang mit harten Rock-Riffs kombiniert wird, wie beispielsweise bei Thin Lizzy. Auch wurde die Band von Künstlern wie Judas Priest, Black Sabbath und AC/DC beeinflusst. Es sind auch Tendenzen zum Boogie-Rock zu erkennen, beeinflusst von skandinavischen Rockbands im Allgemeinen und von klassischen Rockbands der 1970er Jahre, wie die früheren Status Quo und Cheap Trick.

## Diskografie

### Alben
- 2007: Bloodlights
- 2010: Simple Pleasures
- 2013: Stand or Die
- 2017: Pulling no Punches

### Singles und EPs
- 2007: One Eye Open (vom Soundtrack zum Film Cold Prey – Eiskalter Tod)[2]
- 2007: Hammer and the Wheel[3]
- 2010: Gods of Rock! (Split mit Imperial State Electric)[4]
- 2011: Bloodlights Vs Gonzales (Split mit Gonzales)[5]
- 2012: When Your Train Comes / Gimme Blood[6]
- 2015: Bloodlights / Dieter Jackson (Split mit Dieter Jackson)[7]
- 2015: Somebody Else’s Nightmare[8]
- 2016: Bloodlights/The Hip Priests (Split mit The Hip Priests)[9]
- 2018: Split-7’’ mit Christmas, Trigger McPoopshute und the poly-esters (Eigenproduktion)